# C.H. Beck
Wydawnictwo C.H.Beck – niemieckie wydawnictwo specjalizujące się  w wydawaniu fachowych publikacji z zakresu prawa, podatków, ekonomii oraz literatury obcojęzycznej. 
Jest jednym z najstarszych i największych wydawnictw niemieckich – założonym w 1763 roku w Monachium przez Carla Gottloba Becka. Na rynku polskim istnieje od 1993 roku.